# (1027) Aesculapia
(1027) Aesculapia ist ein Asteroid des Hauptgürtels, der am 11. November 1923 vom belgischen Astronomen George Van Biesbroeck am Yerkes-Observatorium in Williams Bay, Wisconsin entdeckt wurde.
Der Name ist abgeleitet von der griechischen Gottheit Asklepios (bekannt auch als Äskulap).
Die Umlaufbahn hat eine Große Halbachse von 3,1499 Astronomische Einheiten und eine Bahnexzentrizität von 0,1327. Damit bewegt er sich in einem Abstand von 2,7321 (Perihel) bis 3,5678 (Aphel) astronomischen Einheiten in 5,591 Jahren um die Sonne. Die Bahn ist 1,256° gegen die Ekliptik geneigt.
Der Asteroid hat einen Durchmesser von 32,20 km und eine Albedo von 0,098. In circa 14 Stunden rotiert er um die eigene Achse.